# ドラゴンスレイヤー

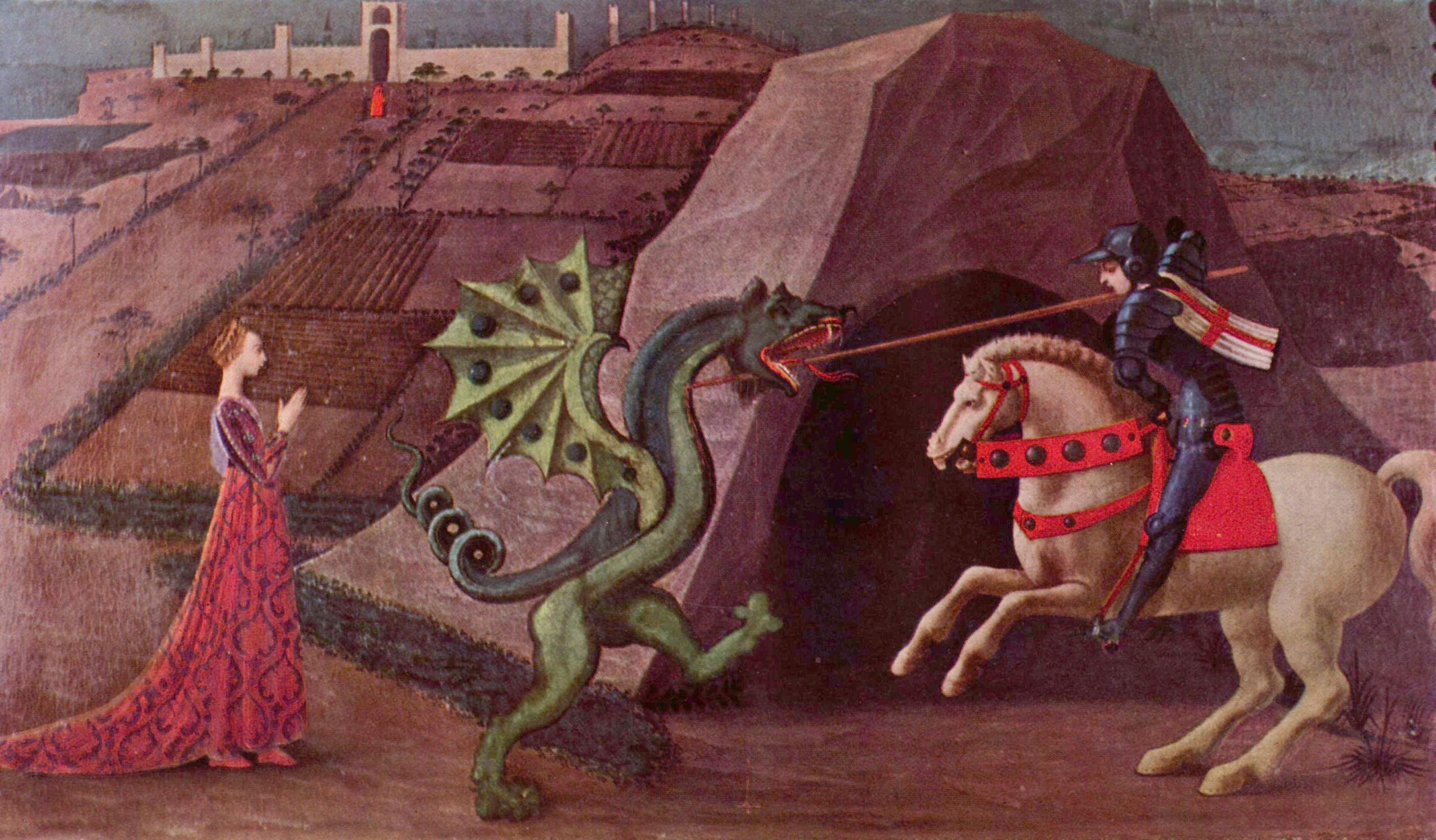
『聖ゲオルギウスの竜退治』

ドラゴンスレイヤー（Dragon Slayer）は、竜/龍（ドラゴン）をも殺すことのできる神話上の武器、あるいは竜殺しの英雄のこと。作品によってはドラゴンキラー（Dragon Killer）、ドラゴンベイン（Dragon Bane）、屠竜（とりゅう）とも。
ファンタジーや神話・伝説において、ドラゴンは幻獣の中でも特に強大な存在として描かれ、これを倒すことのできる武器あるいは英雄は、絶大な力を秘めるものとして「ドラゴンスレイヤー」、すなわち「竜殺し」と讃えられている。竜殺しの物語で基本的な類型は、洞窟などで財宝を守るドラゴンと、それに挑む勇士の戦いというものであり、世界中に散らばる英雄伝説の中では、竜退治は重要な要素ともなっている。

## 神話・伝説

### ベーオウルフ
古代・中世イギリスの英雄叙事詩『ベーオウルフ』は、現在のスウェーデン南部の地に住んでいたイェーアト族の勇士ベーオウルフの生涯と、2度にわたる人外の魔物との戦いを歌った叙事詩である。第1部ではデネ（デンマーク）にあるヘオロット城を騒がしていた2人の巨人、グレンデルとその母親と、若きベーオウルフの組み討ちが描かれ、第2部ではデネ王に就いて老域に達したベーオウルフが、塚の宝物を守る炎を吐く竜を退治しに赴き、そこで苦戦しつつも竜と刺し違える様が描写されている。
ベーオウルフ王は名剣ネァイリング をふるって竜の頭に叩きつけるが、あまりの膂力と竜の硬さの挟み撃ちにあって、さしもの名剣も砕け散ってしまった。その隙を突いて、竜はベーオウルフ王の喉もとに噛み付き、致命傷を与えるが、同時に王は短剣で竜の頸を切り裂き、竜を仕留めた。

### シグルズ
北欧神話に登場する英雄シグルズは、養父である小人の鍛冶師レギンに王族に相応しい財を持ってない事を指摘された。そしてレギンは父親の遺産を兄ファフニールが独占していることを話し、それを得るよう教唆した。そうしてシグルズは小人が魔法の力で変身したドラゴン、ファフニールを魔剣グラムで退治し、アンドヴァリの腕輪という財を増やす魔法の腕輪と、それによって得られたファフニールの財と黄金を戦利品とした。また、ファフニールの血を舐め、心臓を食べたことにより誰よりも賢くなり、動物と会話する能力も得た。

### ジークフリート
ドイツの英雄叙事詩『ニーベルンゲンの歌』に登場する英雄ジークフリート（ジーフリト）は、ドラゴンを退治した際に返り血を浴びて、その魔力により全身が鋼鉄のごとく硬く、いかなる武器も通用しない不死身の体となったと語られる。
しかし、ちょうどその時、背中に菩提樹の葉が一枚張り付いていたため、その部分のみ血が浴びせられず、ただ1つの弱点として残った。結局は、この弱点が彼の命取りとなった。

### カドモス王
ギリシア神話において、フェニキアのテュロス王の子カドモスは、アポロンの神託により王国を建国するよう命ぜられた地に住んでいた竜を退治した。
ブルフィンチの記述によれば、家来を竜の毒牙と毒気で殺されたカドモスは、最初に大石を叩き付けたが竜を殺すことは出来なかったため、次に投げ矢を竜の体に打ち込んだ。投げ矢を口で引き抜こうとして失敗し怒り狂った竜が迫ってきたところを、カドモスは鉄の槍でとどめを刺した。カドモスが竜の歯を地面に植えると、そこから植物のように生えてきた兵士達が互いに殺し合いを始め、生き残った5人の兵士がカドモスの新たな家来となった。
カドモスは後にテーバイの王となったが、彼の殺した竜は軍神アレスの竜であったため、カドモスの子孫は不幸な死に方をすることになった。

### 預言者ダニエル
旧約聖書続編の『ダニエル書補遺』によれば、預言者ダニエルはバビロニア人の崇めていた竜を、硫酸ピッチと油脂と毛髪を煮て作った菓子を食べさせて殺したと記されている。

### 聖ゲオルク
古代ローマの殉教者ゲオルギウスには、ドラゴン退治の伝説がある。カッパドキアの王国に毒気を振りまく巨大な悪竜がおり、人々に生贄を要求していた。そしてついには王女が生贄として捧げられることになったが、そこに通りかかった聖ゲオルギウスによって竜は退治され、人々をキリスト教に改宗させた。彼はドイツで「聖ゲオルク」と呼ばれて尊敬を受け、守護聖人とされている。

### 哪吒
道教で崇められている少年神、もしくは中国仏教もしくはヒンドゥー教の民話・説話の登場人物である。7歳（身長6尺）のとき、東海龍王敖光の巡海夜叉の李良と龍王の三太子敖丙を殺した。

### ドブルィニャ・ニキーティチ
ロシア・ウクライナの伝承の登場人物。彼は「ギリシャの帽子」を発見し、それを使って竜を倒した。

### サーム
叙事詩『シャー・ナーメ』の登場人物で、ナリーマンの息子、ザールの父、ロスタムの祖父。フェリドゥーン王、マヌーチェフル王に仕えていた。彼は若い頃にカシャフ川の毒竜をメイスの一撃で倒したことから｢一撃のサーム｣や｢必殺のサーム｣という異名を持つ。

### フェリドゥーン
イラン神話に登場する大英雄である。最も有名な伝承が、邪竜アジ・ダハーカとの戦いである。女神アナーヒターの加護を受け、最終的にアジ・ダハーカを封印することに成功した。

### 屠竜之技
荘子列禦寇の「龍を屠る技の習得に金と時間をかけたが、龍は存在しないため役に立たなかった」という故事から、大きな犠牲を払って習得しても実際には役に立たない技能として、「屠竜之技」という故事成語がある。

### 印欧人に伝わる竜殺しの類型
神話学者のジョルジュ・デュメジルは、インド・ヨーロッパ語族話者において、英雄や戦闘神が怪物と戦う神話に、若者戦士結社（Männerbunde）の儀礼に由来する共通の構造が見られると主張した（ギリシア、ローマ、インド、イラン、アイルランド、北欧に対応神話があるとする）。この仮説を宗教学者のブルース・リンカーンが別の観点から発展させ、次のような祖形があるとした。
- 英雄「第三」が
- 怪物「三重」＝蛇・ドラゴンを
- 神の助けを得て殺し
- 財を獲得する

この説ではギリシア、ローマ、インド、イラン、アルメニア、そしてゲルマン（図像のみ）が当てはまることになる。
また、言語学者のカルヴァート・ワトキンスは、インド・ヨーロッパ語族の竜殺し神話をうたう叙事詩などにおいて、「英雄が蛇を殺す」という一定の詩の形式が見られると主張した。しかし比較言語学的に明確な対応が見られるのはインド - イランに限られている（ヴリトラ殺しのインドラ、アジ・ダハーカ退治のスラエータオナ/ウルスラグナ）。

## 創作

### スマウグとバルド
J・R・R・トールキンの児童文学『ホビットの冒険』に登場する火の息を吐くはなれ山の悪竜スマウグは、背中を堅い鱗で、柔らかい腹を宝石で覆っており、いかなる刀も貫くことはできなかった。しかし、左胸にあった隙間をギリオンの子孫バルドの黒い矢に射抜かれて退治された。
トールキン作品では他に祖竜グラウルング、黒龍アンカラゴン、大長虫スカサなどの大龍が『シルマリルの物語』などに登場している。グラウルングは竜殺しのトゥーリン・トゥランバールと黒剣グアサングに、アンカラゴンは空飛ぶ船ヴィンギロトと大鷲、ヴァラールの援助を受けた航海者エアレンディル、スカサはエオセオドのフラムにそれぞれ退治された。その他、『農夫ジャイルズの冒険』に登場する黄金の竜、Chysophylax は噛尾刀（こうびとう）と呼ばれる、非常に強力な竜殺し専用の業物で無力化されている。

### ドラゴンランス
主にマーガレット・ワイスとトレイシー・ヒックマンが執筆したファンタジー小説『ドラゴンランス』シリーズのタイトルであり作中に登場する武器。カーラスの槌によって鍛えることで造られる。

### 竜殺しの英雄
水野良のファンタジー小説『ロードス島戦記』シリーズ作中において、人間を超越した種族である竜族の中でも成竜以上（成竜、老竜、古竜、竜王）を斃した英雄は「竜殺し」の称号を帯びる。黒衣の騎士アシュラムや剣匠カシュー、ロードスの騎士パーンらがこの称号を持つ。
武器の名称ではなく称号として登場した代表的な例。
なお、同作中に登場する竜殺しと同類のものに“巨人殺し（ジャイアントバスター）”というものがあり、こちらは武器の名称と称号の両方が存在した。武器の使用経験および称号はハイランド王子レドリックが持つ。

### 屠竜の剣
金庸の武侠小説『倚天屠龍記』では屠龍刀という剣が登場する。また、吉岡平の伝奇小説『屠竜の剣』のストーリーは、元末の動乱期に生きる倭寇の少年が竜をも殪すと言われる伝説の剣をふるい、四海龍王から恐竜まで様々なドラゴン相手に大立ち回りを演じる奇想天外な筋となっている。いずれの剣の名も荘子列禦寇篇の「屠竜之技」（上記の項目参照）に由来するか。剣の刃には鋸のような挽刃がついており、切断力を高めている。

### ドラゴンスレイヤー
日本ファルコムから発売されたドラゴンスレイヤーシリーズでは、主人公が竜の姿をした邪神と戦う物語が主軸に置かれ、特に2〜4作目では最後の敵（ドラゴン）を倒せる唯一の武器にも「ドラゴンスレイヤー」の名を冠している。
『ウィザードリィ』には「ドラゴンスレイヤー」という、対ドラゴン系モンスターに大ダメージを与える装備が登場。ただ此方にはドラゴン系の敵はあまり登場せず、少々威力のある剣でしかない。外伝小説『リルガミン冒険奇譚』には、ドラゴンスレイヤーを主役とした小説が収録されている。

### ドラゴンキラー
黎明期のコンピュータゲームでは技術的な制約から「ドラゴンスレイヤー」では字余りになる場合があったため、代わりに「ドラゴンキラー」という名称が用いられることがある。
ドラゴンクエストシリーズにも『II』からドラゴンキラーという名前の武器が登場している。これは後の文字数制約がなくなったと思われるハードの作品でも受け継がれているが、『VIII』と『IX』では強化先として「ドラゴンスレイヤー」が別途登場している。大抵店で購入でき、攻撃力自体は各作品の伝説の武器クラスには及ばないものの、それに準じる威力を持ち、ドラゴン系のモンスターに大きなダメージを与えることができる。
なお上記ドラゴンクエストシリーズでのデザインであるが、一般的な剣ではなく、カタール（ジャマダハル）系の戦士用武器となっている。これは攻略本などではドラゴンの鱗を抉りながら突き刺すのに都合の良い形状であると説明される事がある。ドラゴンスレイヤーが登場している作品では、ドラゴンキラーからして通常の剣に変わっている。

### ドラゴンころし
三浦建太郎のファンタジー漫画『ベルセルク』では、主人公ガッツの所有する大剣「ドラゴンころし」が出てくる。もとは腕ききの鍛冶ゴドーが「ドラゴンをも殺すことのできる剣を」との求めに応じて鍛え上げた途方もなく巨大な大剣であり、ドラゴンなるものが存在したとすれば、確実に仕留めるであろうというものであった。それ故に人外の化け物を相手取るガッツの愛剣となった。あまりの重量のため、ガッツ以外の人間には扱うことはできない。当初は巨大なだけの鋼鉄の剣であったが、作中で膨大な数の魔物を斬り捨てその血を浴び続けるうちに、尋常ならざる魔力を帯びるようになった。

### その他
- 『ドラゴン殺し』（竜殺しの物語をテーマに編まれた短編小説アンソロジー。中村うさぎ、山本弘らライトノベル系作家を中心に執筆されている）
- 『殺竜事件』上遠野浩平（無敵の力を誇った不死身の竜が何者かに殺されていた、というミステリの要素を取り込んだファンタジー）
- 『竜の卵』『スタークエイク』（ロバート・L・フォワードのハードSF小説作品。太陽に接近しつつある中性子星へ向かった探査船セント・ジョージ号が中性子星の軌道上に降下させた観測船の名前は「ドラゴンスレイヤー」）
- 『FAIRY TAIL』には、自分の肉体を竜の体質に変換して戦う事で竜を迎撃する「滅竜魔法」という古代の魔法があり、それを使用する魔導士を「滅竜魔導士（ドラゴンスレイヤー）」と呼んでいる。
- 『レジェンド オブ ドラグーン』にはドラゴンに対抗するべく作られた「竜殺しの剣（ドラゴンバスター）」と「竜封じの杖」が登場する。前者はドラゴンに対して絶大な威力を誇る最強の武器で、後者はドラゴンの力を10分の1まで弱める効果を持つ。

## 現実
日本本土空襲にてB-29の撃破に活躍した二式複座戦闘機の活躍を報じる新聞記事において、巨大なB-29を龍に喩え、二式複戦はその龍を屠るもの（屠龍）と報じられたことを機に、公式の愛称も屠龍となった。